# Municipio de Newton (condado de Calhoun)
El municipio de Newton (en inglés: Newton Township) es un municipio ubicado en el condado de Calhoun en el estado estadounidense de Míchigan. En el año 2010 tenía una población de 2551 habitantes y una densidad poblacional de 27,08 personas por km².

## Geografía
El municipio de Newton se encuentra ubicado en las coordenadas 42°12′41″N 85°7′30″O / 42.21139, -85.12500. Según la Oficina del Censo de los Estados Unidos, el municipio tiene una superficie total de 94.22 km², de la cual 93,24 km² corresponden a tierra firme y (1,04 %) 0,98 km² es agua.

## Demografía
Según el censo de 2010, había 2551 personas residiendo en el municipio de Newton. La densidad de población era de 27,08 hab./km². De los 2551 habitantes, el municipio de Newton estaba compuesto por el 96,75 % blancos, el 0,86 % eran afroamericanos, el 0,35 % eran amerindios, el 1,06 % eran asiáticos, el 0,08 % eran de otras razas y el 0,9 % eran de una mezcla de razas. Del total de la población el 1,14 % eran hispanos o latinos de cualquier raza.